# Herz-Jesu-Institut (Mühlbach)
Das Herz-Jesu-Institut in Mühlbach (Südtirol) ist eine deutschsprachige, gleichgestellte, private Mittelschule und ein Internat für junge Mädchen. Im Schuljahr 2011/2012 wurden 151 Schüler von 17 Lehrpersonen und 3 Erziehern betreut.

## Geschichte

### Die Gründung der Schule

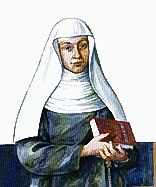
Maria Hueber

Der stattliche Adelssitz Freyenthurn beherrscht baulich noch heute die Marktgemeinde Mühlbach im Pustertal. Er wurde um 1269 von Friedrich von Rodank erbaut und war 600 Jahre lang im Besitz adeliger Geschlechter. Die letzten Inhaber waren die Herren von Preu, die auch Richter der Herrschaft Rodenegg waren. Zwei große Wohltäter und Gönner gründeten dort eine Schule für Mädchen des Mittelstandes, die unter der Leitung der Tertiarschwestern von Brixen stand. Nach dem Wunsch Maria Huebers, der Gründerin der Kongregation der Tertiarschwestern, galt es den Mädchen des Volkes zu helfen. Als die Geschichte des Adelssitzes Freyenthurn im Jahr 1855 zu Ende war, begann die des Herz-Jesu-Instituts. Das Werk startete im Jahr 1856 mit fünf Ordensschwestern und sechs Mädchen.
Die Nachrichten über die ersten Jahre der Institutsschule sind spärlich. Sicher ist, dass von Anfang an Religion, sowie die Sprachen Deutsch und Italienisch unterrichtet wurden. Die Zahl der Schülerinnen stieg rasch an. 1861 waren es schon 30.
1894 errichteten die Schwestern für die der Schulpflicht entwachsenen Mädchen einen zweijährigen Privatkurs, die eigentliche Klosterschule. Von diesem Jahr an liegen die Kataloge und Zeugnisformulare auf. 1897 erhielt die Schule ihren ersten Namen: Fortbildungsschule. 1911 wurde durch die Schulleiterin Sr. Ambrosia Hösle ein dritter Kurs eingeführt. Obwohl es für das Herz-Jesu-Haus eine schlimme und gefahrvolle Zeit war, wurde die Institutsschule während des Ersten Weltkrieges nie geschlossen.

### Die Institutsschule zwischen den beiden Weltkriegen
Als 1919  Südtirol zu Italien kam, erhielt die Schule den neuen Namen: „Scuola Complementare“. Darauf ernannte Fürstbischof Johannes Raffl 1923 Alois Meßmer zum Direktor der Institutsschule. Dieser energische Mann leitete die Schule zielbewusst durch die gefahrvolle Zeit. 1924 erfolgte die erste italienische Inspektion. Darauf wurde das Institut mit Umstellungen und Neuerungen überschüttet. Der neue Direktor vertrat den Standpunkt, um Schule und Heim zu retten, dürften die Ordensschwester kein Opfer scheuen. Daher ordnete er an, dass ab Herbst 1924/25 in allen drei Klassen zugleich alle Lehrfächer in italienischer Unterrichtssprache vorgetragen werden mussten.
Wie es in der Schulchronik heißt, war diese Zeit eine der schwierigsten in der Geschichte der Schule. Neben den großen Geldnöten vieler Eltern kam noch eine staatliche Reform hinzu, die auch die Schule betraf. Laut Gesetz vom 22. April 1932 musste sie einen neuen Namen erhalten: Entweder „Scuola“ oder „Corsi d’Avviamento al Lavoro“. Man entschied sich für „Corsi“.
1939 kam von Rom ein staatlicher Inspektor, der zwei Tage im Haus blieb, Diplome und Dokumente der Lehrpersonen untersuchte und neue Vorschriften und Anweisungen gab. Die erste und zweite Klasse wurden staatlich anerkannt, aber die dritte nicht. Die Schule erhielt daher wieder einen neuen Namen: „Corsi Biennali d’Avviamento Industriale Femminile riconosciuti legalmente, associati all’ENIM Roma“. Dann brach der Zweite Weltkrieg aus, doch die Schwestern unterrichteten weiter bis Juni 1943.

### Die Institutsschule nach 1945
Nach der deutschen Besatzung am 10. September 1943 war mit dem Schulbeginn abzuwarten. Am 31. Oktober teilte der Zonenlehrer Josef Wasserer den Ordensschwester persönlich mit, dass Schule und Institut geschlossen werden müssten.
Im Juni 1945 kam von der neuen Provinzschulbehörde der Auftrag, im Herbst auf jeden Fall das Institut wieder zu eröffnen. Trotz der schweren Kriegsschäden gelang es, mit 40 Schülerinnen das neue Schuljahr zu beginnen. Der Unterricht wurde wieder deutschsprachig geführt. Die Schule hatte zwar keinen Namen mehr, war aber Mitglied des „ENIM“. 1949 ermunterte die damalige Schulamtsleiterin Sr. Pia – Direktorin seit 1933 –, auch für die dritte Klasse um das Öffentlichkeitsrecht anzusuchen. Nach drei Jahren, am 22. Mai 1953, erhielt die dritte Klasse das  Öffentlichkeitsrecht, d. h., an der eigenen Schule die Prüfung ablegen zu können.
Mit dem Öffentlichkeitsrecht erhielt die Schule wieder einen Namen: „Vorbildungsschule für Hauswirtschaft und Frauengewerbe“. Vom Schuljahr 1951/52 bis 1962/63 wurde eine erste Klasse B geführt für Schülerinnen italienischer Muttersprache. Diese wurden in dem Jahr so in Deutsch gefördert, dass sie im zweiten und dritten Jahr mit den deutschsprachigen Schülerinnen Schritt halten und das Abschlussdiplom erhalten konnten. Insgesamt erlernten so 105 Mädchen die deutsche Sprache.

### Die Mittelschule Herz-Jesu-Institut
1963 wurde mit Gesetz vom 31. Dezember 1962 für ganz Italien die neue Einheitsmittelschule ins Leben gerufen. Die verschiedenen Typen der staatlichen Vorbildungsschulen wurden abgeschafft bzw. in die neue Mittelschule umgewandelt und als Pflichtschule für alle italienischen Staatsbürger vorgeschrieben. Am 9. April 1963 wurde vom Schulamt eine Entscheidung der Schulleitung verlangt, entweder die eigene Klosterschule beizubehalten und das Öffentlichkeitsrecht verlieren oder die Mittelschule einführen und das Öffentlichkeitsrecht zu behalten und eine Entscheidung für die Mittelschule wurde getroffen.

Insgesamt besuchten 3.923 Mädchen die eigentliche Institutsschule.
1966 erwarben die ersten 16 Mädchen das Abschlussdiplom der gesetzlich anerkannten Mittelschule „Herz-Jesu-Institut“. 1969 löste Sr. Maria Candida Benedikter Sr. Pia Lamprecht in der Direktion ab, ab 2002 leitet Sr. Maria Regina Rainer die Schule.

### Die Gleichstellung – die Schule heute
Seit dem 1. September 2003 ist die Schule gleichgestellt. Das äußere sichtbare Kennzeichen ist, dass sie nicht mehr als eine reine Mädchenschule geführt wird. Im Herbst 2004 traten die ersten vier Buben in die bis dahin weibliche Schulgemeinschaft ein, dies war der Beginn der Koedukation.
Im Schuljahr 2011–2012 besuchten 119 Mädchen und 32 Knaben die Schule. Sie werden von 14 Lehrerinnen und drei Lehrern unterrichtet und von drei Erzieherinnen bei Studium und Freizeit betreut. Inzwischen haben 379 Schüler das Abschlussdiplom der gleichgestellten Mittelschule erhalten. Seit dem Jahr 1966 bis Juni 2011 haben insgesamt 1.497 Jugendliche das Abschlussdiplom der Mittelschule „Herz Jesu Institut“ erworben. Mit Schulbeginn 2008/2009 konnte die neue „Maria-Hueber-Schule“ bezogen werden, die am 23. Mai 2009 von dem emeritierten Diözesanbischof Karl Golser gesegnet wurde.
2020 verließen die letzten Tertiarschwestern das Haus, das nun neben der Mittelschule auch ein Seniorenwohnheim beherbergt.